# Pochi pochi
Pochi pochi è un singolo del rapper italiano MamboLosco, pubblicato il 26 gennaio 2023.

## Tracce
1. Pochi pochi – 3:46